# Trinity Industries
Trinity Industries ist ein amerikanischer Industriekonzern mit Sitz in Dallas. Er produziert Güterwaggons, Gastanks, Leichter für die Binnenschifffahrt, Leitplanken und Masten für Windkraftanlagen. Mit 34.295 produzierten Güterwagen besitzt Trinity einen Marktanteil von 41 % in Nordamerika. Seit der Übernahme von Big River Industries stellt Trinity außerdem unter dem Markennamen Riverlite Blähton (Baumaterial und Zuschlagstoff für Beton) her.
Von den 22.000 Mitarbeitern (Stand 2015) arbeiten 11.500 in den USA und 10.500 in Mexiko.

## Geschichte
Trinity Industries wurde 1958 gegründet, als die Dallas Tank Company mit der Trinity Steel Company fusionierte. Das Unternehmen wurde 1958 bis 1999 von W. Ray Wallace, dem Vater des heutigen CEOs, geleitet. Er machte aus dem Hersteller von Flüssiggastanks ein diversifiziertes Großunternehmen. 1977 stieg das Unternehmen in die Produktion von Güterwaggons ein.
1983 übernahm Trinity Industries die Güterwagenwerke der Pullman-Standard Car Manufacturing Company. 1987 wurde die Firma Ortner Freight Car und 2001 Thrall Car Manufacturing übernommen.